# Grand-Pré National Historic Site
Grand-Pré National Historic Site er et canadisk nationalt historisk mindesmærke, der ligger i Nova Scotia-provinsen. Området var centrum for Acadia, en fransk bosættelse i perioden 1682-1755, hvorpå briterne deporterede befolkningen under den franske og indianske krig. Den oprindelige acadiske landsby strakte sig over fire kilometer langs højdedraget mellem nutidens Wolfville og Hortonville.
Grand-Pré er optaget på UNESCO's Verdensarvsliste og indgår i to nationale canadiske historiske mindesmærker.

## Geografi
Grand-Pré ("Stor eng") ligger på kysten ved Minas Basin, et marsklandskab præget af tidevand.

## Historie
Omkring 1680 bosatte Pierre Melanson og hans familie sig i Grand-Pré, hvortil de kom fra den daværende hovedstad i Acadia, Port-Royal. Melanson og andre acadiere, der fulgte ham, anlagde diger for at dæmme op for tidevandet langs Minas Basin, og derved blev der skabt frodige græsgange til husdyrene og næringsrig jord til dyrkning af korn. Grand-Pré blev efterhånden til Acadias kornkammer, fik snart større befolkning end Port-Royal og i midten af 1700-tallet den største bosættelse omkring Bay of Fundy og på hele Nova Scotia kyst.

### Kolonikrigene
Under dronning Annes krig foretog englænderne i 1704 en storm på Grand-Pré, og Benjamin Church fik hele bosættelsen brændt ned. Efter krigen blev en del af Acadia i 1713 til Nova Scotia og Port-Royal hovedstaden her, nu under navnet Annapolis Royal. Gennem de næste 40 år nægtede acadianerne at sværge troskab til den engelske krone.
Da den franske og indianske krig brød ud et halvt århundrede senere, besluttede englænderne at håndtere det, de opfattede som trusler fra Acadia og deres indfødte allierede, én gang for alle, hvilket de gjorde ved at deportere acadierne i 1755. Omkring 1.100 acadiere fra Grand-Préblev i denne kampagne tvangsforflyttet fra området i løbet af få måneder (samlet set blev omkring 10.000 acadiere forflyttet), og skønt modstanden fortsatte, var området de facto under engelsk herredømme.

## Beskyttelse af området
I 1907 købte digteren, historikeren og juveléren John Frederic Herbin, hvis mor var af acadiske afstamning, det landområde, hvorpå man mente, at den acadiske kirke Saint-Charles havde stået. Det blev startskuddet til den beskyttelsesproces, der senere førte til udnævnelsen til nationalt historisk mindesmærke.
Der har i de seneste årtier været arkæologiske udgravninger i området, hvilket har medvirket til belysning af kultur og levevis i Acadia.
Grand-Pré blev udnævnt til nationalt historisk mindesmærke i 1982, Landskabet omkring byen fik en tilsvarende hæder i 1995, inden landskabet i 2012 kom på UNESCO's Verdensarvsliste.

## Evangeline
I 1847 udgav Henry Wadsworth Longfellow det episke digt Evangeline i USA, hvilket for første gang på engelsk beskrev deportationen af acadierne. Dette skabte interesse for stedet og en del turisme til Grand-Pré. Imidlertid var stedet på dette tidspunkt, knap 100 år efter deportationen, stort set ryddet.
Senere er der opstillet en buste af Longfellow og en statue af Evangeline på stedet.